# Corriere del sud
Corriere del sud (Courrier sud) è un romanzo di Antoine de Saint-Exupéry pubblicato nel 1929.
Incoraggiato dalla pubblicazione del racconto L'aviatore (L'Aviateur) nel 1926, Saint-Exupéry si accinse a scrivere il suo primo romanzo, basato sulle sue esperienze personali di pilota del servizio postale francese.

## Adattamento cinematografico
Il romanzo è stato adattato nel 1937 nel film Courrier Sud diretto da Pierre Billon.

## Edizioni in italiano
- Antoine de Saint-Exupéry, Volo di notte; Corriere del sud, A. Mondadori, Milano 1933
- Antoine de Saint-Exupery, Volo di notte; seguito da Corriere del Sud, traduzione di Cesare Giardini, Mondadori, Milano 1937
- Antoine de Saint-Exupery, Volo di notte; seguito da Corriere del Sud, traduzione di Cesare Giardini, A. Mondadori, Milano 1967
- Antoine de Saint-Exupery, Volo di notte; seguito da Corriere del Sud, traduzione di Cesare Giardini, Mondadori-De Agostini, Novara 1987
- Antoine de Saint-Exupery; Corriere del Sud, introduzione di Enrico Groppali; traduzione di Cesare Giardini, Mondadori, Milano 1992
- Antoine de Saint-Exupéry; Corriere del Sud, traduzione di Cesare Giardini; introduzione di Leopoldo Carra, con testo originale a fronte, A. Mondadori, Milano 1994
- Antoine de Saint-Exupery; Corriere del Sud, introduzione e traduzione di Cesare Giardini; introduzione di Enrico Groppali, Oscar Mondadori, Milano 1999
- Antoine de Saint-Exupéry; Corriere del Sud; L'aviatore, a cura di Leopoldo Carra; traduzioni di Cesare Giardini e Leopoldo Carra; con un saggio di Roger Caillois, Mondadori, Milano 2015